# Nemesia raripila
Nemesia raripila är en spindelart som beskrevs av Simon 1914. Nemesia raripila ingår i släktet Nemesia och familjen Nemesiidae. Inga underarter finns listade i Catalogue of Life.